# Rubén Bravo
Rubén Bravo (Pujato, Santa Fe, 16 de noviembre de 1923 - Guatemala, 24 de agosto de 1977), conocido como el Maestro, fue un futbolista y director técnico argentino. Se desempeñaba como delantero y su primer club fue Rosario Central.

## Carrera

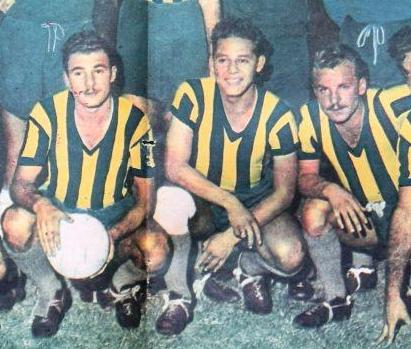
Bravo junto a Waldino Aguirre y Ernesto Vidal, delantera de Rosario Central en 1941.

Su debut se produjo en 1941, año en que el canalla perdió la categoría. Su primer partido fue ante Tigre, el 27 de abril. El encuentro finalizó con derrota, pero Bravo marcó los dos goles centralistas. Al año siguiente Central recuperó la categoría, cumpliendo una arrolladora campaña. Bravo jugó 16 partidos y marcó 18 goles. Fue afirmándose como titular, compartiendo delantera con el Torito Aguirre y Ernesto Vidal. En 1944 convirtió 19 goles; sus buenas actuaciones atrajeron la atención de Racing Club, que lo fichó en 1946. Su paso por el cuadro auriazul dejó la marca de 108 encuentros jugados y 69 goles convertidos.
En Racing fue tricampeón, entre 1949 y 1951. Su debut con esta camiseta se produjo el 21 de abril de 1946; en su primer año en el club jugó 29 partidos y convirtió 21 goles. Formó una gran delantera con Norberto Méndez y Llamil Simes. Su último encuentro fue en el desempate que le otorgó a Racing el tricampeonato ante Banfield el 5 de diciembre de 1951. En Racing jugó 149 partidos y marcó 88 goles.

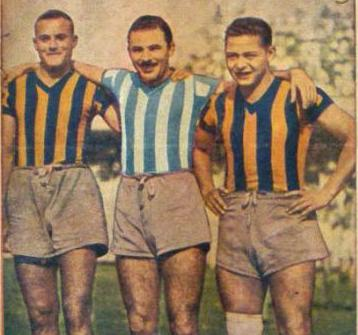
Bravo vistiendo el uniforme de Racing Club, junto a Benjamín Santos y Waldino Aguirre.

Siguió su carrera en Botafogo de Brasil, Palestino de Chile, hasta llegar a Francia, para jugar primeramente en Niza. Se consagró campeón de la Liga en la temporada 1955/56; al año siguiente su equipo llegó a cuartos de final de la Copa de Campeones de Europa. Continuó luego en otros clubes galos, cerrando su carrera en Racing Club de Roubaix, de la segunda división.
Desarrolló una carrera como entrenador, dirigiendo Independiente Santa Fe de Colombia, AS Mónaco de Francia y Talleres de Córdoba de Argentina, club al que estaba al frente al momento de fallecer; su deceso ocurrió en Guatemala, mientras el cuadro albiazul realizaba una gira por Centroamérica.

## Selección nacional

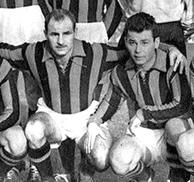
Rubén Bravo en OGC Niza, junto a Just Fontaine, 1955.

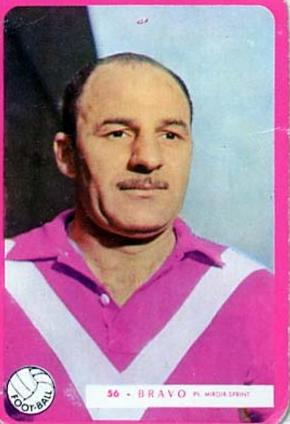
Bravo vistiendo camiseta de RC Roubaix, su último equipo como futbolista.

Disputó 3 encuentros con la albiceleste, convirtiendo un gol. Sus primeros partidos fueron durante la 11.º edición de la Copa Rosa Chevallier Boutell, que se disputaba ante Paraguay. Ambos encuentros se disputaron en Buenos Aires, y en el primero de ellos Bravo marcó un gol. En 1951 representó a su país en un encuentro amistoso ante Inglaterra en Wembley. En todos los partidos su entrenador fue Guillermo Stábile. Estuvo preseleccionado de cara a la Copa Mundial de Fútbol de 1950, de la cual los argentinos finalmente no tomarían parte.

### Participaciones en la Selección
| Instancia                    | Estadio                      | Fecha      | Rival      | Resultado | Goles |
| ---------------------------- | ---------------------------- | ---------- | ---------- | --------- | ----- |
| Copa Rosa Chevallier Boutell | Monumental de Buenos Aires   | 25-03-1950 | Paraguay   | 2-2       | 1     |
| Copa Rosa Chevallier Boutell | El Gasómetro de Buenos Aires | 29-03-1950 | Paraguay   | 4-0       | 0     |
| Amistoso                     | Wembley de Londres           | 09-05-1951 | Inglaterra | 1-2       | 0     |

## Clubes

### Como futbolista
| Club                   | País      | Año       | PJ  | Gol |
| ---------------------- | --------- | --------- | --- | --- |
| Rosario Central        | Argentina | 1941-1945 | 104 | 67  |
| Racing Club            | Argentina | 1946-1952 | 149 | 79  |
| Botafogo               | Brasil    | 1952      |     |     |
| Palestino              | Chile     | 1953-1954 |     |     |
| Niza                   | Francia   | 1954-1957 | 68  | 18  |
| Grenoble               | Francia   | 1957-1959 | 67  | 12  |
| AS Aix                 | Francia   | 1959      | 17  | 2   |
| FC Rouen               | Francia   | 1960      | 16  | 5   |
| Racing Club de Roubaix | Francia   | 1960-1962 | 38  | 3   |

### Como entrenador
| Club                   | País      | Año       |
| ---------------------- | --------- | --------- |
| Racing Club            | Argentina | 1962      |
| Independiente Santa Fe | Colombia  | 1968-1969 |
| AS Mónaco              | Francia   | 1972-1974 |
| Talleres               | Argentina | 1976      |

También dirigió la Selección Argentina Preolímpica en Cali 1971, la Olímpica para Múnich 1972 además dirigió las selecciones juveniles de 18 a 20 años de edad Argentinas en los Torneos Juveniles de 6 equipos de Toulon (Francia) en los años 1971 y 1972 siendo acompañado en el cuerpo técnico del seleccionado mayor en la primera de ellas invirtiendo roles en la Copa Independencia Brasil 1972 en la Mayor con Juan José Pizzutti y Alejandro Scopelli Casanova más su entrenador de arqueros Osvaldo Jorge Negri.

## Palmarés

### Como jugador

#### Torneos internacionales
| Equipo              | Título                       | Año  |
| ------------------- | ---------------------------- | ---- |
| Selección Argentina | Copa Rosa Chevallier Boutell | 1950 |

#### Torneos nacionales
| Equipo          | País      | Título           | Año       |
| --------------- | --------- | ---------------- | --------- |
| Rosario Central | Argentina | Segunda División | 1942      |
| Racing Club     | Argentina | Primera División | 1949      |
| Racing Club     | Argentina | Primera División | 1950      |
| Racing Club     | Argentina | Primera División | 1951      |
| Niza            | Francia   | Primera División | 1955-1956 |

### Como entrenador

#### Torneos nacionales
| Equipo   | País      | Título         | Año  |
| -------- | --------- | -------------- | ---- |
| Talleres | Argentina | Copa Hermandad | 1977 |

#### Campeonatos internacionales
| Título                      | Equipo              | Sede     | Año  |
| --------------------------- | ------------------- | -------- | ---- |
| Oro en Juegos Panamericanos | Selección Argentina | Colombia | 1971 |